# Susanne-Marie Wrage
Susanne-Marie Wrage (* 12. September 1965 in Freiburg im Breisgau) ist eine deutsche Schauspielerin und Regisseurin.

## Leben
Susanne-Marie Wrage studierte von 1985 bis 1987 an der Schule für Bühnenkunst in Berlin Tanz, Gesang und besuchte von 1987 bis 1990 dort die Schauspielschule „Der Kreis“. Anschließend studierte sie u. a. bei Heiner Müller Szenisches Schreiben. Von 1993 bis 1998 war Wrage am Theater am Neumarkt in Zürich und zwischen 1998 und 2006 am Theater Basel engagiert.
Mit In Sekten, Top Dogs, Wahlverwandtschaften und dem Stück Der Kick wurde sie zum Theatertreffen in Berlin eingeladen. Zwischen 1999 und 2007 war sie regelmäßig Gastdozentin an der Hochschule der Künste Bern. Sie unterrichtete von 2008 bis 2009 an der Akademie der Darstellenden Künste in Ludwigsburg und hatte im Herbst 2008 eine Gastdozentur an der Filmakademie Ludwigsburg. Susanne-Marie Wrage ist regelmäßig als Gastdozentin am Departement Darstellende Künste der ZHdK tätig. Sie erhielt Stipendien für Aufenthalte in Israel und Nairs, Engadin. 2000 nahm sie ihre Arbeit als Regisseurin auf. Sie arbeitet als Autorin für Radio SRF 2 Kultur.
Von 2009/10 bis zur Spielzeit 2018/19 war sie Ensemblemitglied des Schauspielhaus Zürich.

## Auszeichnungen
- 1992 Nachwuchsdarstellerinnenpreis des Landes NRW
- 1999 Kunstpreis der Stadt Zürich
- 2002 Goldener Leopard für Das Verlangen beim Internationalen Filmfestival in Locarno
- 2003 Mlle Ladubay-Preis unter dem Juryvorsitz von Mme Jeanne Moreau für die Darstellung der Lena in „Das Verlangen“ beim FilmFestival in Angers, Frankreich
- 2005 Großer Preis der Jury für Nachbeben unter dem Juryvorsitz von Margarethe von Trotta in Viareggio
- 2006 Hauptpreis der Jury für Der Kick, Dokumentarfestival Nyon, CH
- 2007 Spezialpreis der Jury für die beste Ensemble-Arbeit (Nachbeben), Solothurner Filmtage 2007

## Theater (Auswahl)
- Wahlverwandtschaften, Regie Stefan Bachmann, Theater am Neumarkt
- Bérénice, Racine, Regie François-Michel Pesenti, Theater am Neumarkt
- Top Dogs, Urs Widmer, Regie Volker Hesse, Theater am Neumarkt
- Ein Sommernachtstraum, Regie Stefan Bachmann, Theater Basel
- Der Kick, Autor/Regie Andres Veiel, Theater Basel/Maxim Gorki Theater Berlin
- Alices Reise in die Schweiz, Lukas Bärfuss, Regie Stephan Müller, Theater Basel
- Quartett, Heiner Müller, Regie Werner Düggelin, Theater Basel
- Hedda Gabler, Ibsen, Regie Stephan Müller, Theater Basel
- Endstation Sehnsucht, Tennessee Williams, Regie Christina Paulhofer, Theater Basel
- Martin Salander, Regie Stefan Bachmann, Schauspielhaus Zürich
- Geri, Martin Suter, Regie Stefan Bachmann, Schauspielhaus Zürich
- Biokraphia, Rabia Moure, Regie Thomas Jonigk, Schauspielhaus Zürich
- Das Himbeerreich, Autor/Regie Andres Veiel, Staatstheater Stuttgart/Deutsches Theater Berlin
- Die Physiker, Dürrenmatt, Regie Herbert Fritsch, Schauspielhaus Zürich
- Schuld und Sühne, Dostojewski, Regie: Sebastian Baumgarten, Schauspielhaus Zürich
- Der diskrete Charme der Bourgeoisie, nach Bunuel, Regie Sebastian Nübling, Schauspielhaus Zürich
- Schweizer Schönheit, Dani Levy, Regie Dani Levy, Schauspielhaus Zürich
- Die Zofen, Jean Genet, Regie Bastian Kraft, Schauspielhaus Zürich
- Meer, Jon Fosse, Regie Barbara Frey, Schauspielhaus Zürich

## Filmografie (Auswahl)
- 1999: Summertime
- 2000: Lieber Brad
- 2002: Das Verlangen
- 2003: Sunntig
- 2006: Millionenschwer verliebt
- 2006: Nachbeben
- 2006: Peer Gynt
- 2006: Der Kick
- 2007: Autopiloten
- 2007: Tatort – Unter uns
- 2008: Post Mortem (eine Folge)
- 2008: Überlingen
- 2009: Giulias Verschwinden
- 2011: Wer wenn nicht wir
- 2011: Tatort – Im Abseits
- 2012: Mord mit Aussicht – Scharfe Bräute, ganze Kerle
- 2013: Driften, Regie: Karim Patwa
- 2013: Letzte Spur Berlin – Kokon
- 2014: Upload, Regie: Tobias Ineichen
- 2016: Tatort – Freitod
- 2020: WaPo Bodensee – Konstanzer Kwitte

## Inszenierungen
- 2000: Harold und Maude, Theater Basel
- 2001: Eine Pornografische Beziehung, Theater an der Winkelwiese, Zürich
- 2003: Der Handel mit Clair, Maxim-Gorki-Theater Berlin
- 2004: Medeamalika, Tonimolkerei Zürich
- 2007: light sky von Ghassan Zaqtan, Schlachthaus Bern, Al Haqauati, Jerusalem
- 2007: Unschuld von Dea Loher an der Hochschule der Künste Bern
- 2009: Kameliendamen (Theater Rigiblick, Zürich, Gare du Nord, Basel)

## Hörspiele, Hörbücher (Auswahl)
- 2012: Das großartige Mimei von Michael Stauffer – Regie: Michael Stauffer
- 2013: Urs Widmer: Vom Fenster meines Hauses aus – Regie: Stephan Heilmann (Hörspiel – SRF)

- 2020: Francesca Melandri: Alle, außer mir, (39-teilige Lesung in der Sendereihe: Fortsetzung folgt des SWR2)